# Fuselloviridae
Fuselloviridae ist die Bezeichnung einer Familie von Viren.
Als natürliche Wirte der vom International Committee on Taxonomy of Viruses (ICTV) bestätigten Mitgliedsarten dienen Archaeen der Gattungen Sulfolobus, Saccharolobus und Acidianus (beide in der Familie  Sulfolobaceae im Phylum Crenarchaeota), insbesondere die Spezies Sulfolobus shibatae, S. solfataricus und S. islandicus (davon wurden S. shibatae und S. solfataricus innerhalb dieser Familie reklassifiziert zur Gattung Saccharolobus)
Vorgeschlagene Mitglieder haben aber teilweise auch ganz andere Archaeenwirte.
Es gibt derzeit (Stand Mitte März 2021) vom International Committee on Taxonomy of Viruses (ICTV) bestätigt neun Spezies (Arten) in dieser Familie, die sich auf zwei Gattungen (Alpha- und Betafusellovirus) verteilen.
Die Fuselloviridae sind in Thermalquellen mit Temperaturen ab 70 °C und saurem pH-Wert (kleiner gleich 4) auf der ganzen Welt allgegenwärtig.

## Aufbau

Schematischer Querschnitt durch ein Betafusellovirus-Virion.

Die Virionen der Fuselloviridae sind umhüllt und haben eine zitronenförmige oder pleomorphe Gestalt.
Der Durchmesser beträgt etwa 60 nm, bei einer Länge von etwa 100–250 nm (ca. 100 nm bei α-Fusellovirus).
Das Genom ist unsegmentiert (monopartit) und besteht aus einem Doppelstrang-DNA-Molekül mit einer Länge von etwa 17,3 kbp (Kilobasenpaare). Es kodiert 31 bis 37 Gene bei α- und 33 bis 38 Gene bei β-Fusellovirus.
Die biochemische Charakterisierung von Sulfolobus spindle-shaped virus 1 (SSV1), dem Prototyp der Fuselloviridae, zeigte, dass die Virionen aus vier viruskodierten Strukturproteinen, VP1 bis VP4, sowie einem DNA-bindenden Chromatinprotein zellulären Ursprungs bestehen.
Die Virusproteine VP1, VP3 und VP4 werden nach der Translation (Biologie) durch Glykosylierung modifiziert, offenbar an mehreren Stellen.
VP1 wird außerdem proteolytisch prozessiert.
SSV1-Virionen enthalten Lipide der Art Glycerin-Dibiphytanyl-Glycerin-Tetraether (GDGT, englisch glycerol dibiphytanyl glycerol tetraether),
die das Virus anscheinend selektiv von der Zellmembran des Wirts erwirbt.

## Reproduktionszyklus

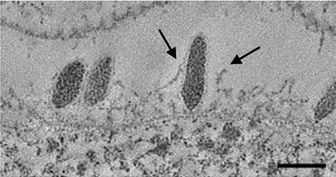
Schnitt durch ein Tomogramm während der Freisetzung von SSV1-Virionen aus einer Wirtszelle von S. shibatae. Maßstab 50 nm.

Die Virus-Replikation erfolgt in Zytoplasma der Wirtszelle.
Der Eintritt in die Wirtszelle (Infektion) erfolgt durch Adsorption in diese.
Die Transkription benutzt das dsDNA-Genom des Virus als Vorlage.
Als natürlicher Wirt dienen Arten der Archaeen-Gattungen Sulfolobus/Saccharolobus: S. shibatae, S. solfataricus und S. islandicus, Familie Sulfolobaceae im Phylum Crenarchaeota.

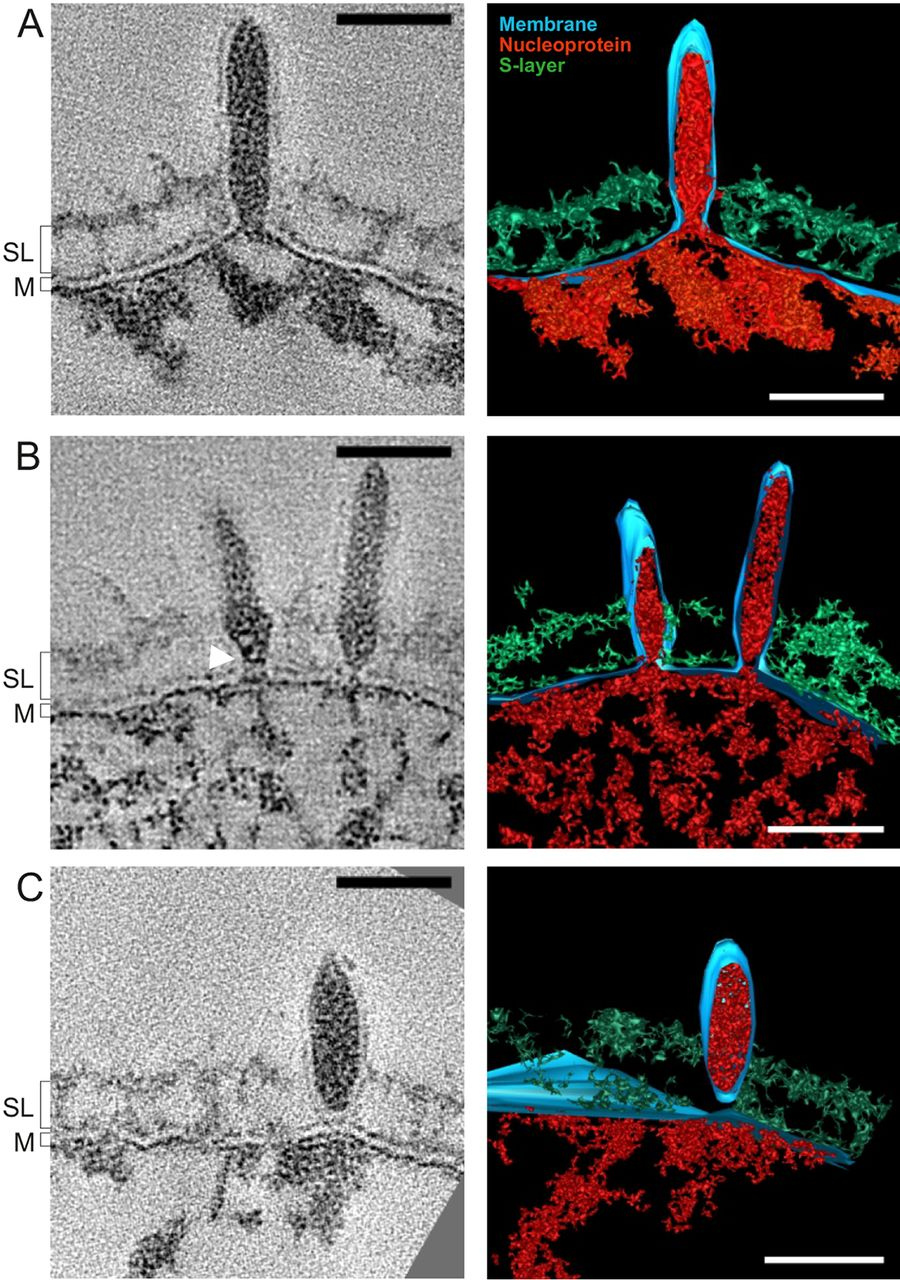
Verschiedene Stadien der Knospung von SSV1-Virionen. Tomogramme (links) und Volumensegmentierungen (rechts) zeigen die gleichzeitige Assemblierung (Zusammenbau) und Freisetzung (Knospung) von SSV1-Virionen. Die weiße Pfeilspitze markiert eine offenbar ringartige Struktur. Balken 50 nm.

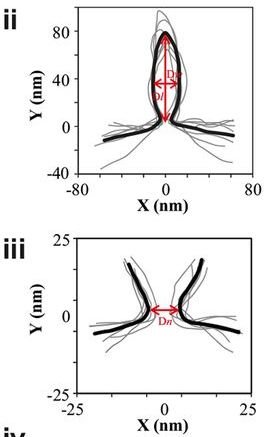
Ausgerichtete und gemittelte (fette Linie) 2D-Konturen von 7 SSV1-Virionen (ii) und deren Knospungshälsen (iii).

Fuselloviren werden durch einen Knospung, ähnlich dem behüllter eukaryotischen Viren, aus dem Wirt freigesetzt, ohne Zelllyse zu verursachen.

## Systematik
Nach ICTV (Stand Mai 2024) und NCBI (Stand 15. Juli 2024) ist die Systematik der Fuselloviridae wie folgt (Vorschläge in doppelten Anführungszeichen):
Gruppe: dsDNA

Ordnung: nicht zugewiesen
- Familie: Fuselloviridae
  - Gattung: Alphafusellovirus
    - Spezies Alphafusellovirus arnavatnense mit Sulfolobus spindle-shaped virus 4 (SSV4)
    - Spezies Alphafusellovirus beppuense (ehem. Typus) mit Sulfolobus spindle-shaped virus 1 (SSV1 oder SSV-1)[14]
    - Spezies Alphafusellovirus hengillense mit Sulfolobus spindle-shaped virus 7 (SSV7)
    - Spezies Alphafusellovirus hveragerdiense mit Sulfolobus spindle-shaped virus 5 (SSV5)
    - Spezies Alphafusellovirus kamchatkaense mit Sulfolobus spindle-shaped virus 9 (SSV9), dazu Sulfolobus virus Kamchatka 1
    - Spezies Alphafusellovirus reykjanesense mit Sulfolobus spindle-shaped virus 2 (SSV2)
    - Spezies Alphafusellovirus yellowstonense mit Sulfolobus spindle-shaped virus 8 (SSV8), dazu Sulfolobus virus Ragged Hills
    - Spezies: „Sulfolobus spindle-shaped virus 3“ (SSV3)
    - Spezies: „Sulfolobus spindle-shaped virus Lassen“
    - Spezies: „Sulfolobus spindle-shaped virus 20“ (SSV20)[15]
    - Spezies: „Sulfolobus spindle-shaped virus 21“ (SSV21) with S21-like virus (aus Koinfektion SSV20+SSV22, vermutliche Rekombinante)[15]
    - Spezies: „Sulfolobus spindle-shaped virus 22“ (SSV22)[15]

  - Gattung: Betafusellovirus
    - Spezies Betafusellovirus hveragerdiense mit Sulfolobus spindle-shaped virus 6 (SSV6)
    - Spezies Betafusellovirus yellowstonense mit Acidianus spindle-shaped virus 1 (ASV1)
    - Spezies: „Sulfolobus spindle-shaped virus 19“ (SSV19)[15][16]

  - ohne Gattungszuordnung:
    - Spezies: „Sulfolobales Mexican fusellovirus 1“
    - Spezies: „Sulfolobus super-elliptical virus“
    - Spezies: „Sulfolobus spindle-shaped virus 10“ (SSV10)[15]
    - Spezies „Halovirus VNH-1“ – Wirt: „Nanohaloarchaea archaeon AB578-D14“[17][18][19][20]
    - Spezies „Lokiarchaeota-Virus WyrdV1“ – Wirt aus der Klasse Lokiarchaeia[21]
    - Spezies „Thermococcus prieurii virus 1“ (TPV1) – Wirt: Thermococcus prieurii Stamm Bio-pl-0405IT2 (Thermococcaceae)[22][23]
    - Spezies „Pyrococcus abyssi virus 1“ (PAV1) – Wirt: Pyrococcus abyssi Stamm GE23 (Thermococcaceae)[22][24]
    - Spezies „Sulfolobus spindle-shaped virus 11“-„15“ (SSV11-15)[A. 2]
    - Spezies „Sulfolobus spindle-shaped virus 17“-„18“ (SSV17-18)[A. 2]

Man beachte:
1. Die Abkürzung SSV findet auch Verwendung für Simian sarcoma virus (ein Synonym für die offizielle Bezeichnung Woolly monkey sarcoma virus, WMSV), Gattung Gammaretrovirus.
2. SSV1 und SSV2 sind zu unterscheiden von den beiden vorgeschlagenen Spezies „Sulfolobus-Virus STSV1“ und „STSV2“ (alias „Sulfolobus tengchongensis spindle-shaped virus 1“ respektive „2“) aus der vorgeschlagenen Gattung  „Betabicaudavirus“ der Familie Bicaudaviridae.[25]
3. Die Spezies: Nitrosopumilus spindle-shaped virus (NSV) wurde vom ICTV unter dem neuen binären wissenschaftlichen Namen Nitmarvirus NSV1 anerkannt, aber als Mitglied der neuen Familie Thaspiviridae.

## Weiterführende Literatur
- Mart Krupovic, Emmanuelle R. J. Quemin, Dennis H. Bamford, Patrick Forterre, David Prangishvili: Unification of the globally distributed spindle-shaped viruses of the Archaea. In: Journal of Virology. 88. Jahrgang, Nr. 4, 2014, ResearchGate:259320195, S. 2354–2358, doi:10.1128/JVI.02941-13, PMID 24335300, PMC 3911535 (freier Volltext) – (englisch).
- Fengbin Wang, Virginija Cvirkaite-Krupovic, Matthijn Vos, Leticia C. Beltran, Mark A. B. Kreutzberger, Jean-Marie Winter, Zhangli Su, Jun Liu, Stefan Schouten, Mart Krupovic, Edward H. Egelman: Spindle-shaped archaeal viruses evolved from rod-shaped ancestors to package a larger genome. In:
  - Biophysical Journal, Band 121, Nr. 3, Februar 2022, S. 148a-149a; doi:10.1016/j.bpj.2021.11.1983, ResearchGate:358561680 (englisch).
  - Cell, Band 185, Nr. 8, 14. April 2022, S. 1297-1307.e11; doi:10.1016/j.cell.2022.02.019, PMID 35325592, PMC 9018610 (freier Volltext), HAL:03620791, Epub 23. März 2022 (englisch).